# L'Aiguillon-sur-Mer
Pour les articles homonymes, voir Aiguillon.
L'Aiguillon-sur-Mer est une ancienne commune de l'Ouest de la France, située dans le département de la Vendée en région Pays de la Loire. C'est la dernière commune au sud du littoral vendéen, près de la limite administrative avec la Charente-Maritime. La commune est réputée pour son activité conchylicole.
Commune de la région naturelle du Marais poitevin, elle est incluse dans le parc naturel régional du Marais poitevin.
Ses habitants sont les Aiguillonnais.
Depuis le 1er janvier 2022, elle est une commune déléguée de la commune nouvelle de L'Aiguillon-la-Presqu'île.

## Géographie
Commune située sur l’embouchure envasée du Lay en bordure des marais asséchés de Saint-Michel-en-l'Herm et séparée du littoral (pour sa partie urbanisée) par le large cordon dunaire sur lequel est située la commune de La Faute-sur-Mer. Resserrée entre le Lay et l'un des anciens bras de ce fleuve (Chenal de la Raque), la commune de L'Aiguillon s'étire sur 12 km avec une largeur moyenne de 700 mètres et une superficie de seulement 1 017 hectares.

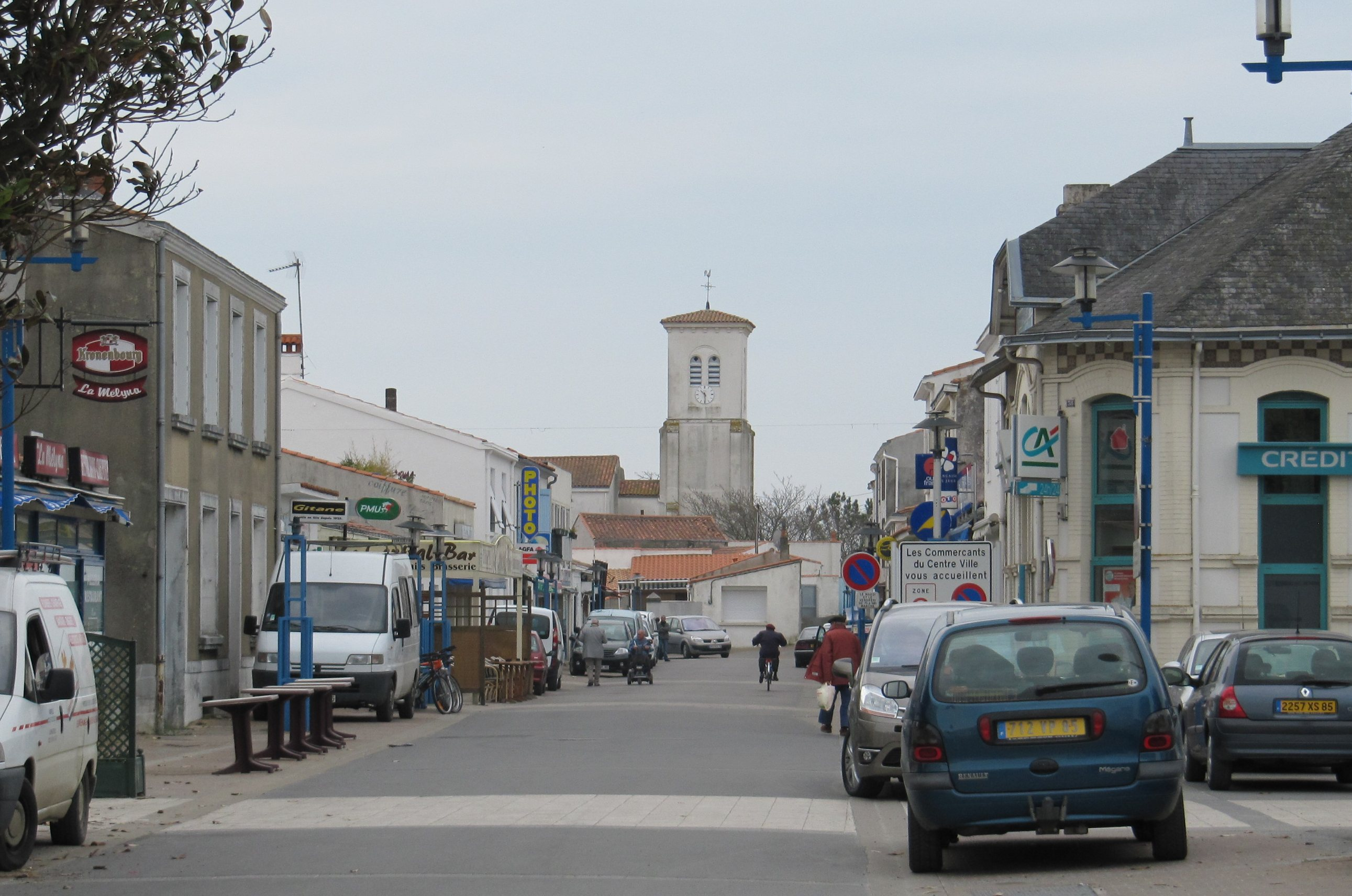
Centre-ville.

| Grues            |                     | Saint-Michel-en-l'Herm |
| La Faute-sur-Mer | L'Aiguillon-sur-Mer |                        |
|                  | Océan atlantique    | Océan atlantique       |

### Climat
Pour des articles plus généraux, voir Climat des Pays de la Loire et Climat de la Vendée.
En 2010, le climat de la commune est de type climat océanique franc, selon une étude du CNRS s'appuyant sur une série de données couvrant la période 1971-2000. En 2020, Météo-France publie une typologie des climats de la France métropolitaine dans laquelle la commune est exposée à un climat océanique et est dans une zone de transition entre les régions climatiques « Bretagne orientale et méridionale, Pays nantais, Vendée » et « Littoral charentais et aquitain ». 
Pour la période 1971-2000, la température annuelle moyenne est de 12,6 °C, avec une amplitude thermique annuelle de 13,4 °C. Le cumul annuel moyen de précipitations est de 766 mm, avec 12,1 jours de précipitations en janvier et 6,1 jours en juillet. Pour la période 1991-2020, la température moyenne annuelle observée sur la station météorologique de Météo-France la plus proche, sur la commune d'Angles à 11 km à vol d'oiseau, est de 13,2 °C et le cumul annuel moyen de précipitations est de 869,3 mm,. Pour l'avenir, les paramètres climatiques de la commune estimés pour 2050 selon différents scénarios d'émission de gaz à effet de serre sont consultables sur un site dédié publié par Météo-France en novembre 2022.

## Urbanisme

### Typologie
L'Aiguillon-sur-Mer est une commune rurale, car elle fait partie des communes peu ou très peu denses, au sens de la grille communale de densité de l'Insee,,,.
Elle appartient à l'unité urbaine de L'Aiguillon-sur-Mer, une agglomération intra-départementale regroupant 2 communes et 2 741 habitants en 2017, dont elle est ville-centre,.
La commune est en outre hors attraction des villes,.
La commune, bordée par l'océan Atlantique, est également une commune littorale au sens de la loi du 3 janvier 1986, dite loi littoral. Des dispositions spécifiques d’urbanisme s’y appliquent dès lors afin de préserver les espaces naturels, les sites, les paysages et l’équilibre écologique du littoral, par exemple le principe d'inconstructibilité, en dehors des espaces urbanisés, sur la bande littorale des 100 mètres, ou plus si le plan local d’urbanisme le prévoit,.

### Occupation des sols
L'occupation des sols de la commune, telle qu'elle ressort de la base de données européenne d’occupation biophysique des sols Corine Land Cover (CLC), est marquée par l'importance des territoires agricoles (55,7 % en 2018), néanmoins en diminution par rapport à 1990 (57,5 %). La répartition détaillée en 2018 est la suivante : 
terres arables (41 %), zones urbanisées (22,5 %), zones agricoles hétérogènes (14,7 %), zones humides côtières (9,3 %), espaces verts artificialisés, non agricoles (5 %), milieux à végétation arbustive et/ou herbacée (3,8 %), eaux continentales (2,2 %), eaux maritimes (1,5 %). L'évolution de l’occupation des sols de la commune et de ses infrastructures peut être observée sur les différentes représentations cartographiques du territoire : la carte de Cassini (XVIIIe siècle), la carte d'état-major (1820-1866) et les cartes ou photos aériennes de l'IGN pour la période actuelle (1950 à aujourd'hui).

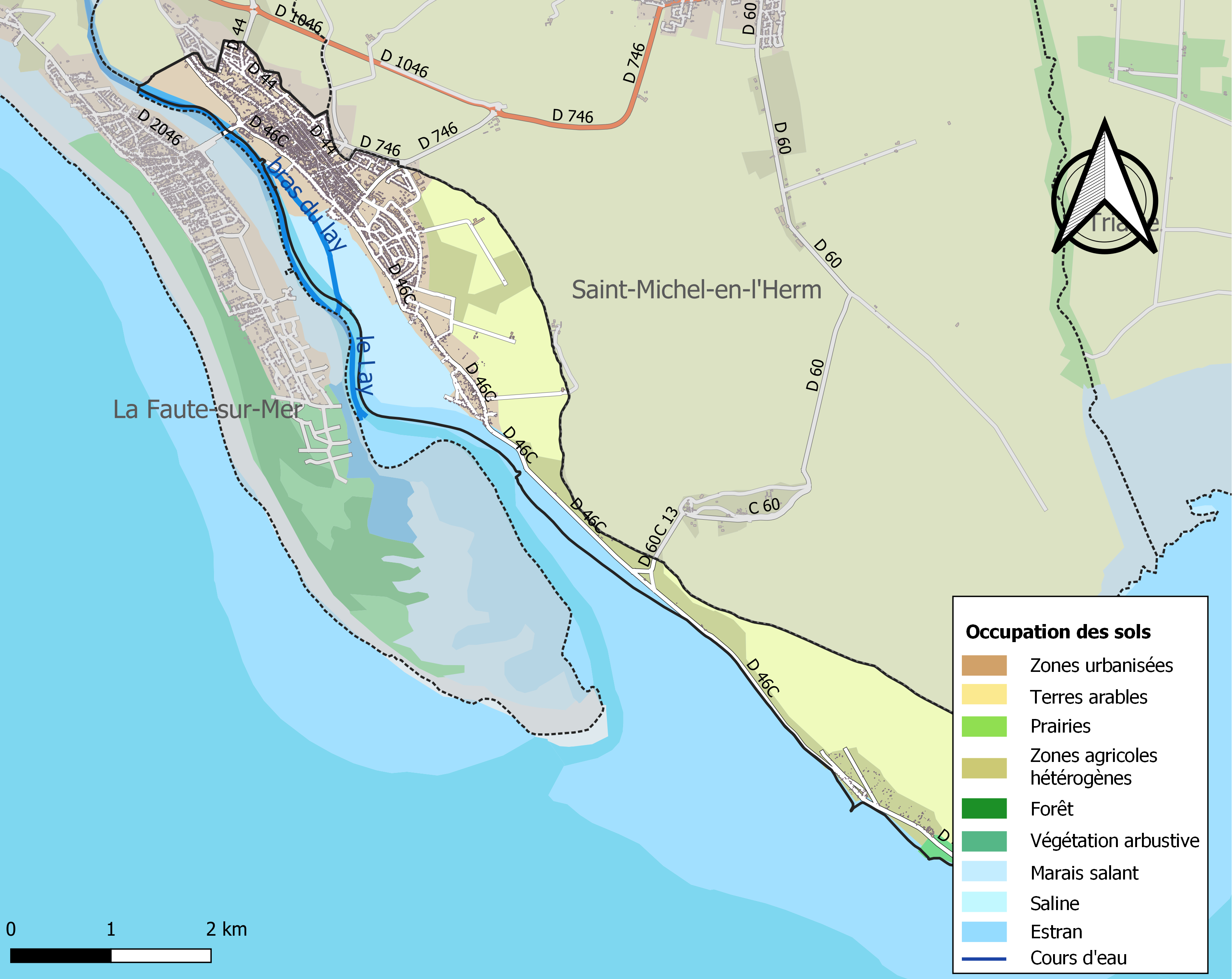
Carte des infrastructures et de l'occupation des sols de la commune en 2018 (CLC).

## Toponymie
En poitevin, la commune s’appelle L’Aguellun.

## Histoire
Entre le Ve et le XIIe siècle, s'est établi le massif dunaire de L'Aiguillon, formant à l'origine une île bordée à l'est par la « Grande Rade », au sud par la mer, à l'ouest par le Grand Lay, au nord par le chenal de la Raque. La partie nord-ouest de ce chenal ayant été rapidement comblée par les sables et par les vases marines, cette île se retrouva réunie par la suite au continent.
Au XVIIIe, les sables ont submergé une grande partie de la commune depuis la pointe de l'Aiguillon. Le vieux bourg étant menacé, les habitants cherchèrent refuge en amont et s'établirent à l'emplacement du bourg actuel.
Les terrains au sud de la commune sont protégés par une digue longue de plus de 5 km construite sous le Second Empire.
Le 16 novembre 1940, une marée de coefficient 88 provoqua la submersion de très nombreuses digues du front de mer et l'inondation des terres dans les communes de Saint-Michel-en-l’Herm, La Tranche-sur-Mer, L'Aiguillon-sur-Mer et La Faute-sur-Mer, Champagné-les-Marais et Triaize.
L'Aiguillon-sur-Mer a été une des communes les plus touchées par la tempête Xynthia, dans la nuit du 27 au 28 février 2010, qui, couplée à une surcote et à un fort coefficient de marée, a provoqué une forte montée des eaux dans l'estuaire du Lay, inondant ses berges, et la rupture de la digue du Génie en certains endroits,. À la suite de ce drame, le préfet de la Vendée a rendu publiques trois « zones noires » dans lesquelles 241 maisons (dont 25 résidences principales) du secteur de la Pointe de l'Aiguillon doivent être détruites, leurs propriétaires devant être indemnisés par les assurances et les pouvoirs publics.

## Politique et administration

### Liste des maires
| Période                                  | Période                       | Identité             | Étiquette | Qualité                                                                                 |
| ---------------------------------------- | ----------------------------- | -------------------- | --------- | --------------------------------------------------------------------------------------- |
| ?                                        | 1931[réf. nécessaire] (décès) | M. Giraudet          |           | Médecin                                                                                 |
| Les données manquantes sont à compléter. |                               |                      |           |                                                                                         |
| mai 1945                                 | mai 1953                      | Clément Loubé        |           | Agriculteur Conseiller général de Luçon (1937 → 1940)                                   |
| mai 1953                                 | février 1954                  | Victor Levieux       |           |                                                                                         |
| 1954                                     | 7 juillet 1957 (démission)    | Paul Bouhier         |           |                                                                                         |
| 7 juillet 1957                           | mars 1959                     | Émile Casseron       |           | Agriculteur                                                                             |
| mars 1959                                | 8 novembre 1974 (décès)       | Jacques Maury        |           | Pharmacien                                                                              |
| 20 décembre 1974                         | juin 1995                     | Pierre Roy           |           | Ostréiculteur, adjoint au maire (1959 → 1974) Président du SIVOM de L'Aiguillon-sur-Mer |
| juin 1995                                | 26 mai 2020                   | Maurice Milcent      | DVD       | Artisan menuisier Vice-président de la CC du Pays Né de la Mer                          |
| 26 mai 2020                              | 31 décembre 2021              | Jean-Michel Piedallu | SE        | Sapeur-pompier professionnel retraité                                                   |

### Liste des maires délégués
| Période        | Période  | Identité             | Étiquette | Qualité                               |
| -------------- | -------- | -------------------- | --------- | ------------------------------------- |
| 5 janvier 2022 | En cours | Jean-Michel Piedallu |           | Sapeur-pompier professionnel retraité |

### Jumelages
Burnham-on-Crouch, commune sur le littoral de la Manche, de 7600 habitants du comté de l'Essex en Angleterre.

## Population et société

### Démographie

#### Évolution démographique
L'évolution du nombre d'habitants est connue à travers les recensements de la population effectués dans la commune depuis 1793. Pour les communes de moins de 10 000 habitants, une enquête de recensement portant sur toute la population est réalisée tous les cinq ans, les populations de référence des années intermédiaires étant quant à elles estimées par interpolation ou extrapolation. Pour la commune, le premier recensement exhaustif entrant dans le cadre du nouveau dispositif a été réalisé en 2008.

En 2018, la commune comptait 2 062 habitants, en évolution de −6,87 % par rapport à 2012 (Vendée : +5,33 %, France hors Mayotte : +2,11 %).
| 1793 | 1800 | 1806 | 1821 | 1831 | 1836  | 1841  | 1846  | 1851  |
| ---- | ---- | ---- | ---- | ---- | ----- | ----- | ----- | ----- |
| 334  | 324  | 341  | 577  | 848  | 1 025 | 1 126 | 1 280 | 1 370 |

| 1856  | 1861  | 1866  | 1872  | 1876  | 1881  | 1886  | 1891  | 1896  |
| ----- | ----- | ----- | ----- | ----- | ----- | ----- | ----- | ----- |
| 1 571 | 1 676 | 1 765 | 1 741 | 1 798 | 1 722 | 1 811 | 1 802 | 1 822 |

| 1901  | 1906  | 1911  | 1921  | 1926  | 1931  | 1936  | 1946  | 1954  |
| ----- | ----- | ----- | ----- | ----- | ----- | ----- | ----- | ----- |
| 1 921 | 2 008 | 2 015 | 1 690 | 1 672 | 1 616 | 1 563 | 1 520 | 1 485 |

| 1962  | 1968  | 1975  | 1982  | 1990  | 1999  | 2006  | 2008  | 2013  |
| ----- | ----- | ----- | ----- | ----- | ----- | ----- | ----- | ----- |
| 1 763 | 1 951 | 2 117 | 2 152 | 2 175 | 2 206 | 2 283 | 2 303 | 2 166 |

| 2018  | - | - | - | - | - | - | - | - |
| ----- | - | - | - | - | - | - | - | - |
| 2 062 | - | - | - | - | - | - | - | - |

#### Pyramide des âges
La population de la commune est relativement âgée.
En 2018, le taux de personnes d'un âge inférieur à 30 ans s'élève à 14,1 %, soit en dessous de la moyenne départementale (31,6 %). À l'inverse, le taux de personnes d'âge supérieur à 60 ans est de 61,0 % la même année, alors qu'il est de 31,0 % au niveau départemental.
En 2018, la commune comptait 921 hommes pour 1 141 femmes, soit un taux de 55,33 % de femmes, largement supérieur au taux départemental (51,16 %).
Les pyramides des âges de la commune et du département s'établissent comme suit.
| Hommes | Classe d’âge | Femmes |
| ------ | ------------ | ------ |
| 1,4    | 90 ou +      | 5,6    |
| 22,1   | 75-89 ans    | 24,2   |
| 35,1   | 60-74 ans    | 33,1   |
| 19,0   | 45-59 ans    | 17,2   |
| 7,1    | 30-44 ans    | 6,7    |
| 8,0    | 15-29 ans    | 6,4    |
| 7,3    | 0-14 ans     | 6,8    |

| Hommes | Classe d’âge | Femmes |
| ------ | ------------ | ------ |
| 0,8    | 90 ou +      | 2,2    |
| 8,7    | 75-89 ans    | 11,1   |
| 20,3   | 60-74 ans    | 21,3   |
| 20     | 45-59 ans    | 19,4   |
| 17,5   | 30-44 ans    | 16,8   |
| 15     | 15-29 ans    | 13,2   |
| 17,7   | 0-14 ans     | 16,1   |

### Manifestations et événements
- Triathlon Sud Vendée : www.triathlon-sudvendee.fr
- Le Port en Fête : (le 15 août) feu d'artifice, bal populaire et autres animations en hommages aux pêcheurs aiguillonais.
- Vide-greniers en juillet et août
- Journées du Patrimoine (3e weekend de septembre)

### Sports et loisirs
- Téléski nautique
- École de natation
- Pétanque
- Tennis
- Triathlon, Espace Triathlon (espace d'entraînement sécurisé aux trois épreuves enchaînées)
- Skatepark
- City-stade
- Football
- Modélisme (bateaux)
- Plaisance
- Pêche en eau douce et en mer
- Randonnées vélo (avec les sentiers cyclables du département) et pédestres
- Baignade (plan d'eau, et plages de la Pointe).

## Culture locale et patrimoine

### Lieux et monuments
- Église Saint-Nicolas.

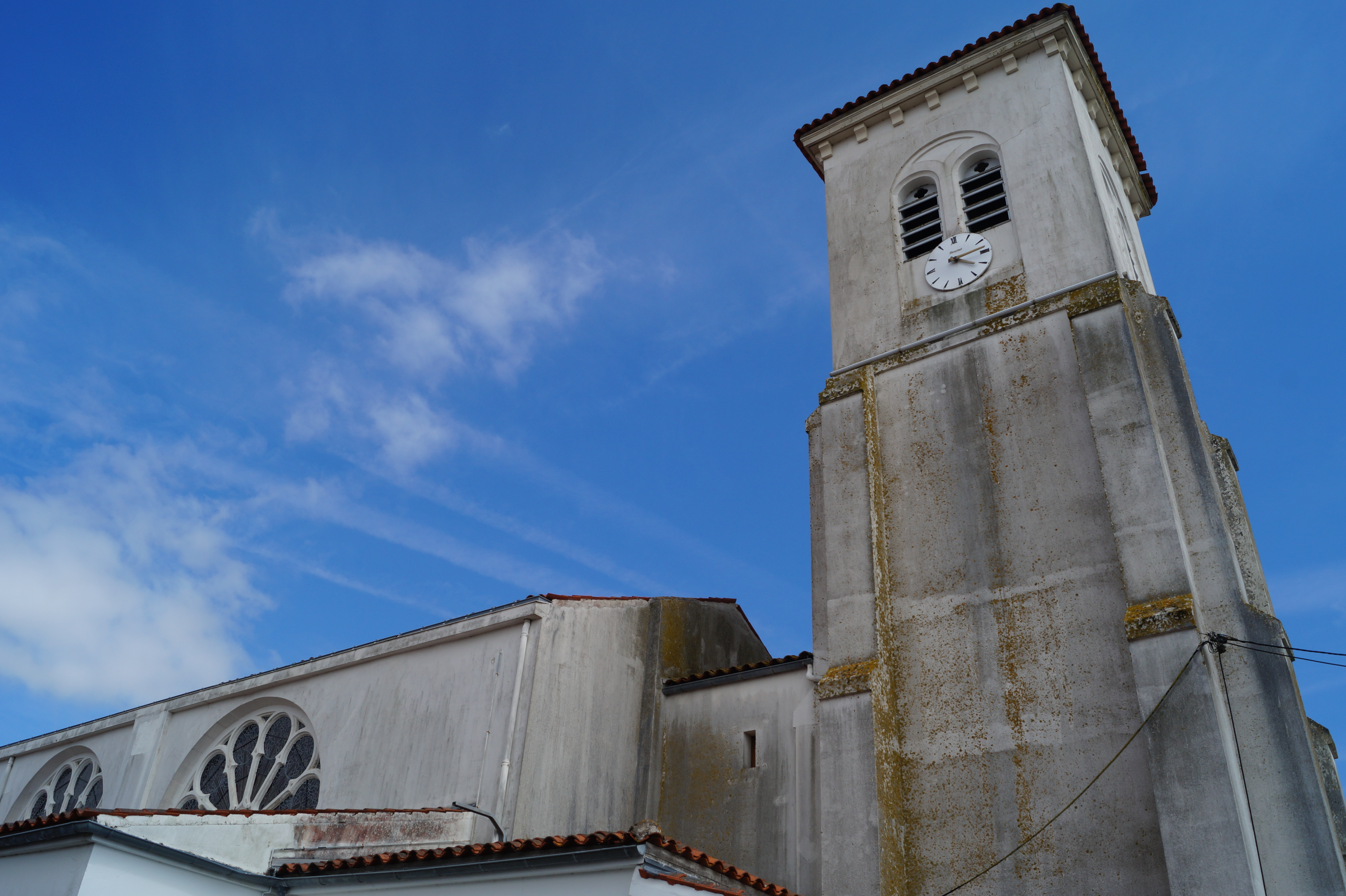

- Pointe et Baie de l'Aiguillon : polders, digues, plages, lieux de migrations pour oiseaux et de pêche aux coquillages,
- Port maritime typique et pittoresque,
- Bouchots sur les plages de la Pointe de l'Aiguillon,
- Moulin (rue de la Moulinette), vestige d'un des nombreux moulins que la commune a compté au cours de son histoire,
- Ancienne gare (rue de l'Ancienne-Gare),

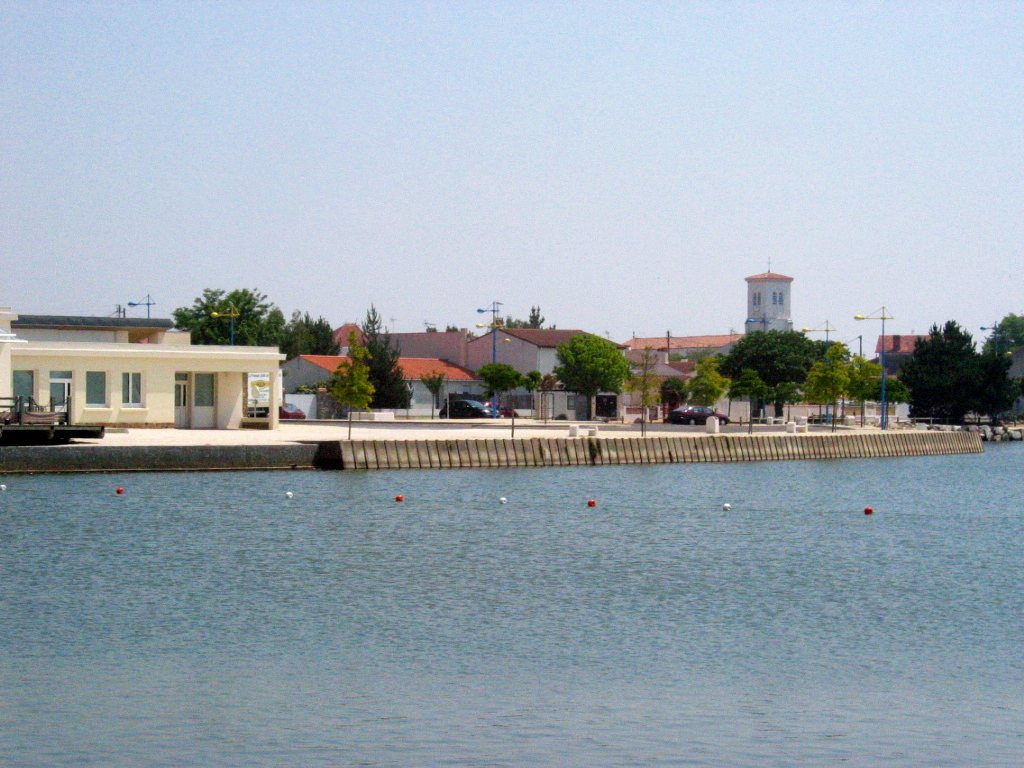
vue de l'Aiguillon depuis le bassin.
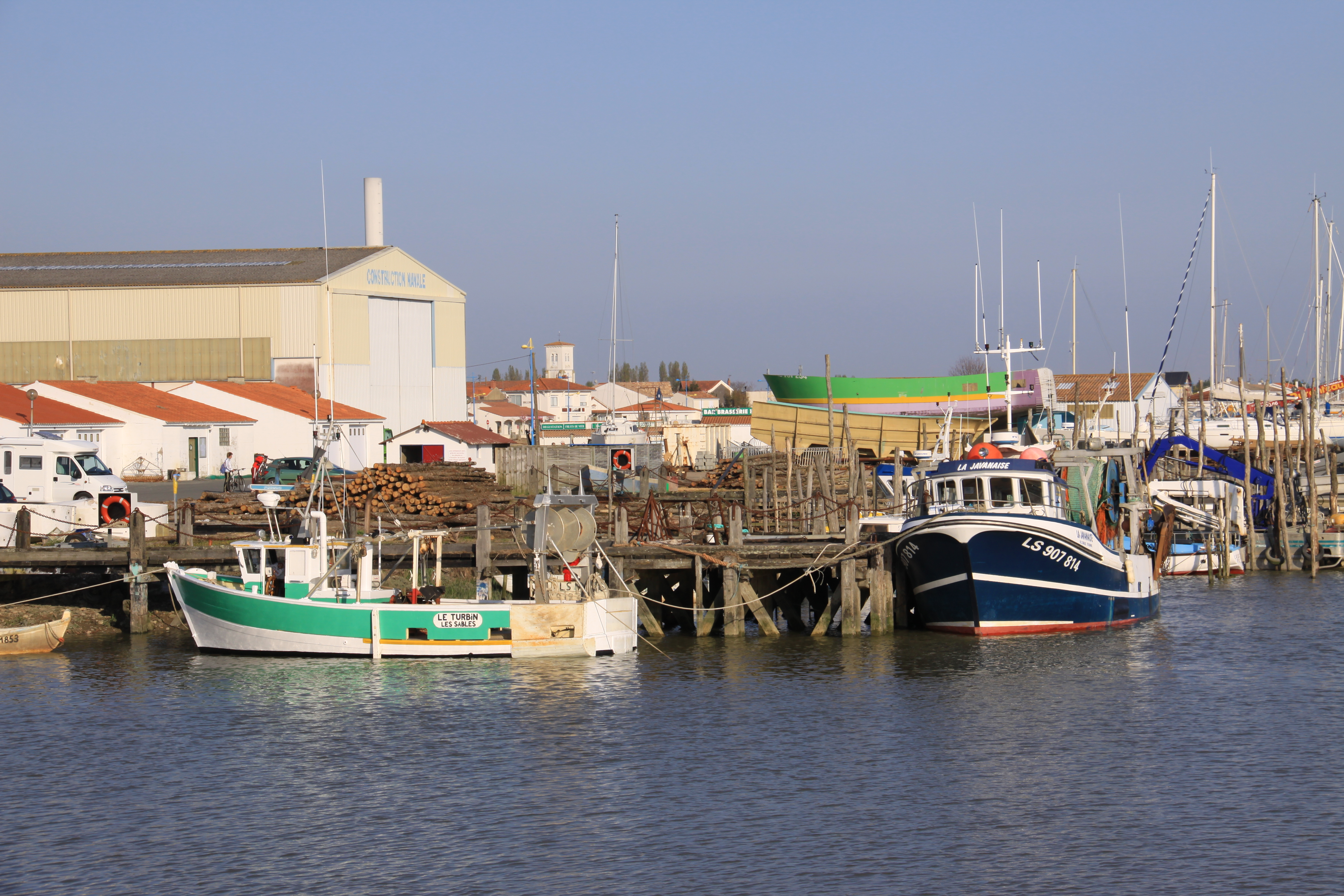
Le port.
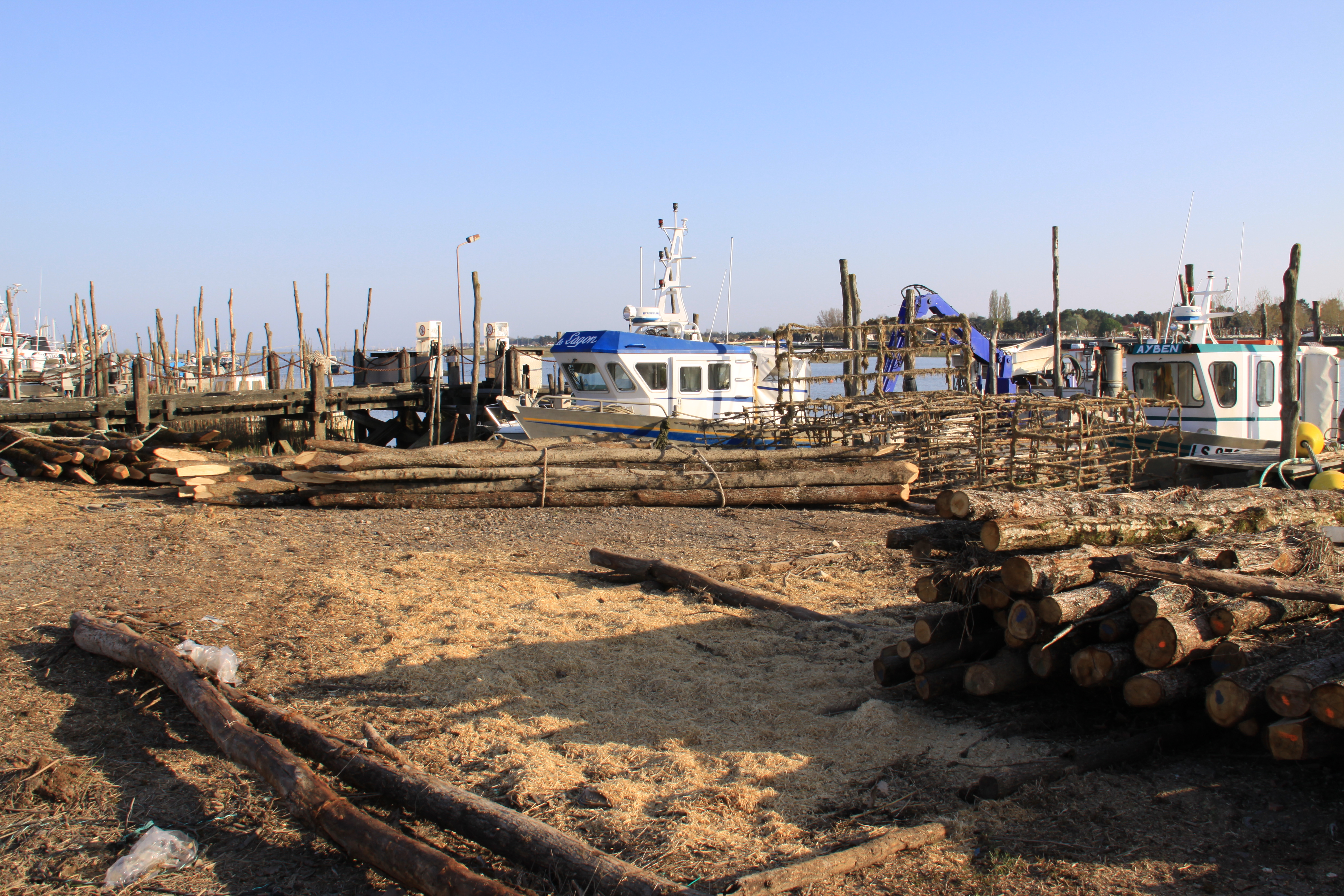
Pieux à moules (bouchots) prêts à être posés.
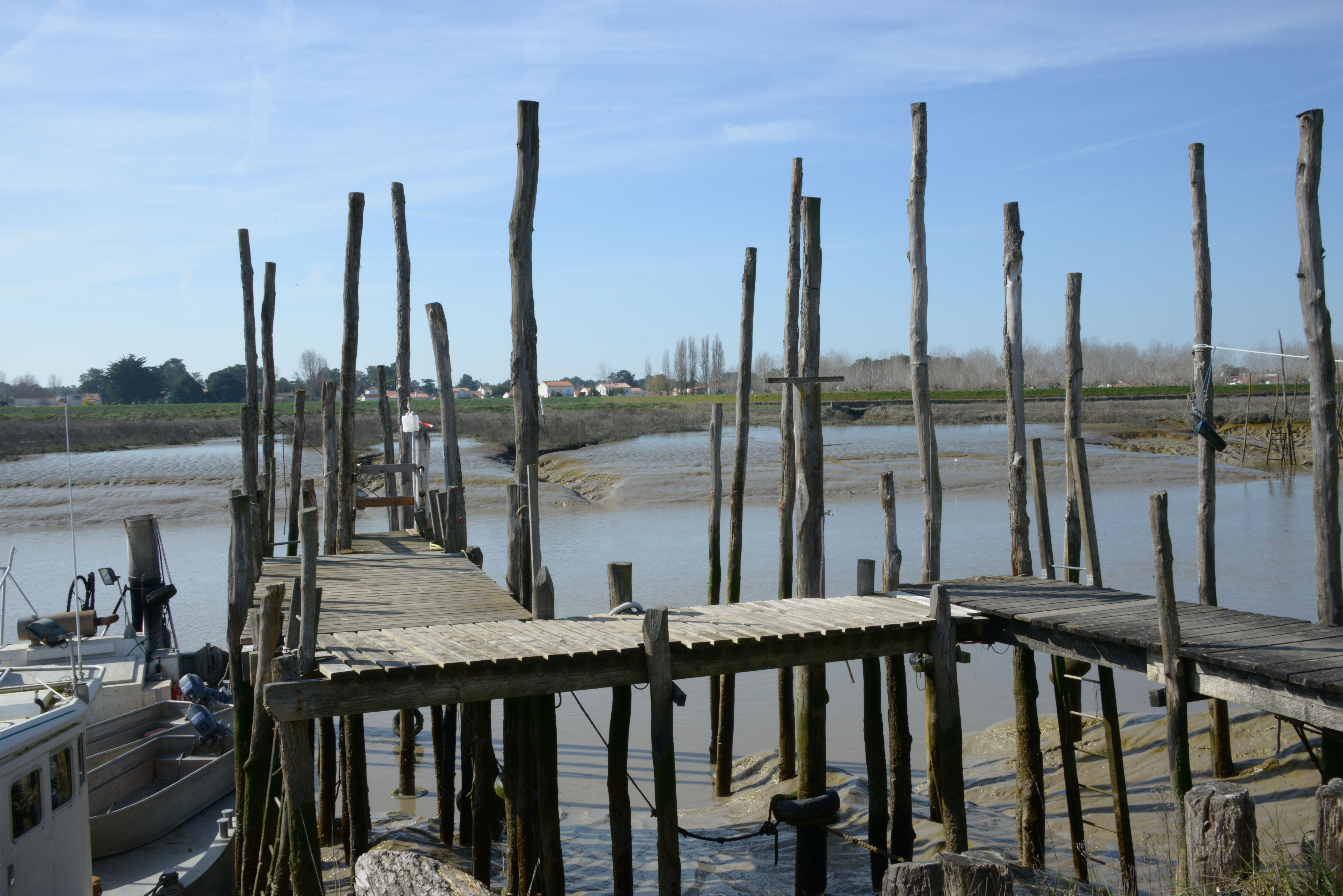
Ponton sur pilotis.

### Personnalités liées à la commune
- Louis Chevalier, historien, professeur au Collège de France
- René Couzinet, pionnier de l'aéronautique
- Gustave Perreau, sénateur-maire de La Rochelle
- Gaby Morlay, actrice
- Henri Pigeanne, médecin installé à L'Aiguillon-sur-Mer, participant à la Résistance. Il fut arrêté par les Allemands le 19 juin 1944 et déporté au camp de Neuengamme.

## Héraldique
| Blason | Blasonnement : D'azur au lion couronné d'or. |

## Pour approfondir